# Cosas de amigos
Cosas de amigos es una película de comedia peruana de 2022 dirigida por Giovanni Ciccia y escrita por Guillermo Amoedo. Está protagonizada por Rodrigo Sánchez Patiño, Bruno Ascenzo, Óscar López Arias, Gisela Ponce de León, Emilia Drago y Miguel Dávalos. Se estrenó el 21 de julio de 2022. La película es un remake de la película mexicana Hazlo como hombre.

## Sinopsis
Raúl, Eduardo y Santiago son amigos desde la infancia y han llevado una vida feliz y “masculina”, hasta que Santi confiesa que es gay y decide separarse de su novia, la hermana de Raúl. Raúl no soporta la idea y trata de convencer a su amigo por todos los medios de que lo suyo no es más que un error.

## Reparto
Los actores que participaron en esta película son:
- Rodrigo Sánchez Patiño como Raúl
- Bruno Ascenzo como Santiago
- Óscar López Arias como Eduardo
- Gisela Ponce de León como Natalia
- Emilia Drago como Luciana
- Miguel Dávalos como José
- Juan Ignacio Di Marco como Julián Dolán
- Gianfranco Brero como psiquiatra
- Renzo Schuller como Miki Johnsons

## Recepción
La película tuvo su estreno comercial el 21 de julio de 2022, pero tuvo su preestreno oficial el 15, 16 y 17 de julio del mismo año.